# Національна фашистська партія

Герб партії

Національна фашистська партія (італ. Partito Nazionale Fascista; PNF) — італійська політична партія, яку 1921 року заснував Беніто Муссоліні для реалізації ідеології фашизму. Попередником фашистської партії був Італійський союз боротьби, який очолював Муссоліні.
1921 року Національну фашистську партію вперше обрали до парламенту, 1924 року вона отримала в парламенті більшість, з 1928 стала єдиною легальною партією в країні до падіння режиму Муссоліні в 1943. Після другої світової війни відновлення Національної фашистської партії прямо заборонено згідно з Конституцією Італії.

## Історія
1919 року Муссоліні заснував у Мілані Італійський союз боротьби, у багатьох містах створили місцеві відділення (фашії). Муссоліні дотримувався лівих поглядів, що не завадило фашистам ворогувати зі соціалістами: із обох сторін створювалися воєнізовані угруповання, періодично відбувалися сутички з пораненими й убитими.
Організованим політичним рухом фашизм став 23 березня 1919 року, коли в Мілані відбулася зустріч фашистської партії «Італійський союз боротьби». Цю дату вважають днем народження італійського фашистського руху, хоча фактична дата заснування — 23 лютого 1919 року.
На виборах у травні 1921 Муссоліні підтримав прем'єр-міністра і лідера Ліберальної партії Джованні Джолітті. У результаті 35 депутатів від фашистів на чолі з Муссоліні пройшли до Палати депутатів італійського парламенту. 7 листопада Італійський союз боротьби перетворили в Національну фашистську партію. За рік, у жовтні 1922 року, відбувся багатотисячний марш на Рим прихильників фашистської партії. Король Віктор Емануїл III зустрівся з Муссоліні і призначив того прем'єр-міністром Італії.
1923 року ухвалено закон Ачербо, який повністю змінював виборчу систему. Згідно з цим законом партія, що набрала більше всіх голосів на виборах, автоматично отримувала 66 % місць у Палаті депутатів. Вже у квітні наступного року відбулися нові вибори, на яких фашистська партія здобула впевнену перемогу, набравши 63 % голосів. У липні депутата від соціалістів Джакомо Маттеотті викрали і вбили, імовірно, члени фашистської партії або їх прихильники. Ця подія спричинила кризу: опозиція бойкотувала парламентські засідання, вимоги відставки уряду Муссоліні. 3 січня Муссоліні виголосив промову, у якій оголосив про новий, по відношенню до ворогів панівного режиму. Партійні структури отримали державні повноваження: спочатку це сталося з партійними воєнізованими формуваннями, які стали національною міліцією, потім 1928 року керівний орган партії — Велика фашистська рада — став одним із вищих органів у державі. 1928 року всі партії, крім фашистської, офіційно заборонили, до виборів допускалися лише кандидати, яких схвалила Велика фашистська рада.
Висадка союзних військ у Сицилії в липні 1943 засвідчила, що фашистський режим скоро впаде. У вищих колах дозрів план повалення режиму Муссоліні. У ніч з 24 на 25 липня більшість членів Великої фашистської ради проголосували за відсторонення Муссоліні, за наказом короля його заарештували. Новий прем'єр-міністр маршал П'єтро Бадольйо офіційно заборонив Національну фашистську партію.

## Ідеологія
Ідеологія Національної фашистської партії з часом змінювалася. Це було пов'язано як зі зміною поглядів самого Муссоліні, так і з поточною політичною ситуацією. Спочатку в ідеології фашистської партії були наявні соціалістичні і синдикалістичні ідеї, хоча при цьому центральне місце займав націоналізм і фашисти активно боролися проти комуністів і соціалістів. Коли фашистська партія набрала політичної ваги, праві ідеї стали переважати. Фашисти підтримували монархію і католицьку церкву (1929 року Муссоліні підписав Латеранські угоди). Важливим елементом ідеології був корпоративізм — вчення про єднання різних соціальних груп в межах держави, коли ці групи (класи) представляються не антагоністами, а союзниками в досягненні загальних цілей (процвітання держави).

## Гімн
Гімном партії була пісня Giovinezza (Юність).